# Upplands runinskrifter 975
U 975 är en vikingatida runsten av blågrå finkornig granit i Lunda, Vaksala socken och Uppsala kommun. Stenen är mycket grunt huggen, snarast skrapad. Runstenen står i ett gravfält med 25 fornlämningar. Runhöjden är 7 centimeter. Ristningen har spår av uppmålning. Runstenen är mycket liten med en höjd av 0,84 meter och en bredd på 1,08 meter. Troligen är stenen ristad till minne av en avliden vid namn "Gunnar". Ristningen består endast av en slinga med detta namn och ett fyrarmat kors.

## Inskriften
Translitterering av runraden:
kunar
Normalisering till runsvenska:
Gunnarr.
Översättning till nusvenska:
Gunnar